# Regalskeppet Kronan (1668)

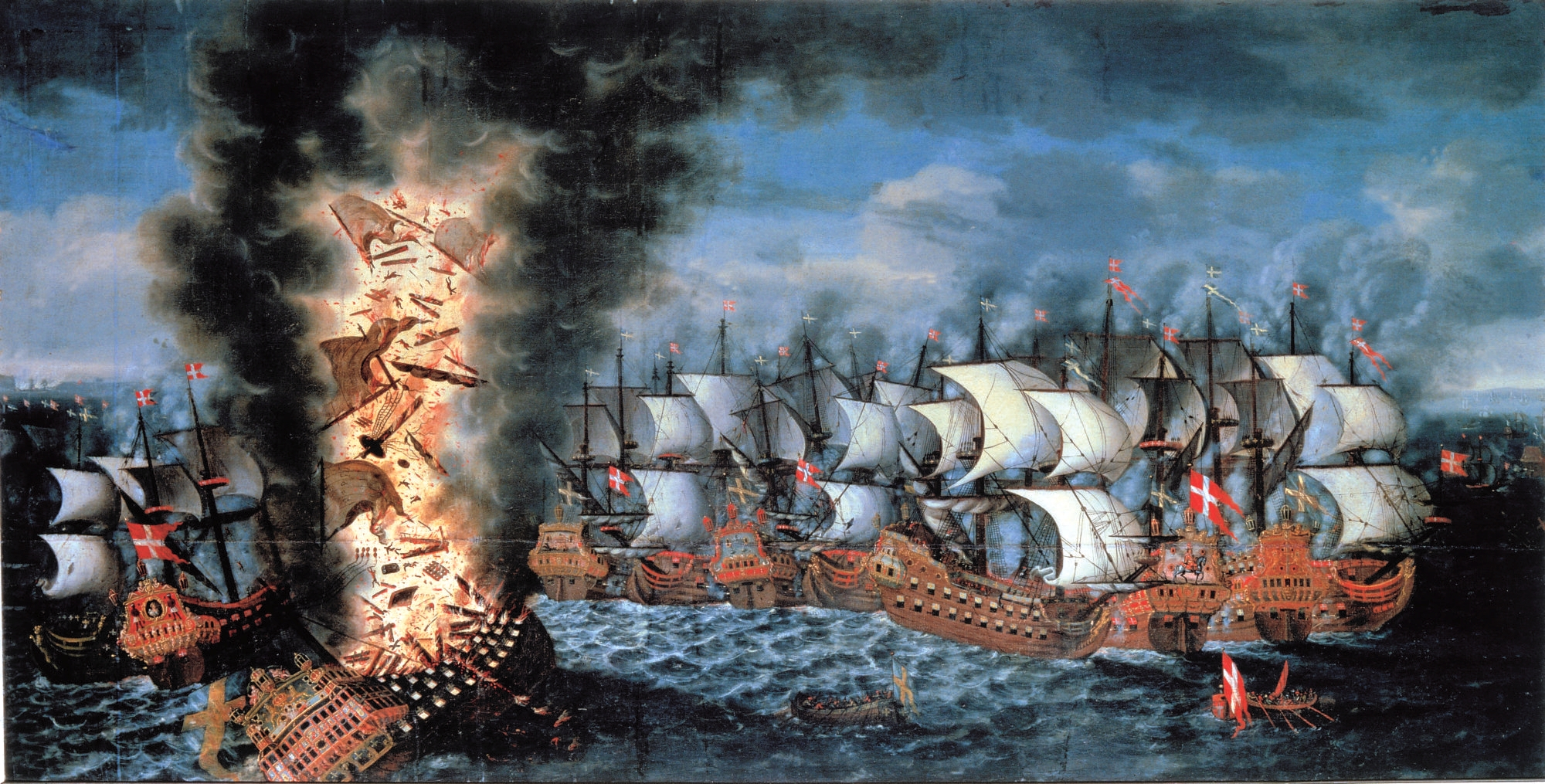
Oljemålning av Claus Møinichen, som visar hur Kronan kantrar och exploderar vid Slaget vid Ölands södra udde och hur Svärdet omringas

Kronan, även kallad Stora Kronan, var ett regalskepp i den svenska Kungliga flottan. Fartyget byggdes vid Stockholms skeppsgård på Skeppsholmen i Stockholm under ledning av den engelske skeppsbyggmästaren Francis Sheldon, och sjösattes den 31 juli 1668. Då Kronan byggdes var hon ett av världens största krigsfartyg, med en bestyckning bestående av 105 kanoner av olika storlekar uppställda på tre batteridäck.
Efter bara några års tjänst och två slag mot danska och nederländska flottor förliste hon under slaget vid Ölands södra udde den 1 juni 1676; detta orsakat av att skeppet kantrade i en alltför tvär gir. Vid kantringen antändes krutförrådet som låg förut i skeppet, varvid huvuddelen av förskeppet sprängdes bort på styrbordssidan. Över 800 man dog när Kronan sjönk, inklusive knektar från Västerbottens regemente, och med i djupet följde också ett stort antal kanoner, värdefull utrustning, privata ägodelar och stora summor pengar i form av krigskassor.
Förlusten av Kronan blev ett svårt slag för Sverige under skånska kriget. Förutom att hon var flottans största och tyngst beväpnade skepp var hon också en viktig symbol för kungamakten. Vid hennes förlisning dog förutom nästan 10 procent av den svenska flottans aktiva manskap också flottans överbefälhavare, generalamiralen Lorentz Creutz, och en rad höga officerare, däribland flottans ledande medicinska expertis. Eftersom slaget vid Öland och föregående sjötåg hade slutat i nederlag utredde 1676–1677 en kommission om något befäl kunde klandras för flottans motgångar. Ingen dömdes, men Creutz kom att få bära en stor del av skulden till förlisningen då han saknade erfarenhet av sjökrig. Senare forskning har dock varit mer försiktig med att enbart klandra Creutz; istället har man pekat på den allmänt dåliga organisationen inom flottan samt den dåtida bristen på erfarna och skickliga befäl. Anledningen var att adliga sjöbefäl prioriterades före de ofrälse trots att de sistnämnda, som i regel tillhörde handelsflottan, hade större skeppsvana och sjökunskap.
Kronan återfanns 1980 av ett dykarlag under ledning av Anders Franzén, vrakforskaren som på 1950-talet också hade upptäckt Vasa. Därefter har man årligen gjort dykningar för att kartlägga vrakplatsen och bärga föremål och näst Vasa har Kronan blivit ett av Östersjöns mest uppmärksammade vrakfynd. Hittills har över 30 000 föremål tagits upp och konserverats och många har ställts ut, framförallt på Kalmar läns museum som idag har ansvaret för de arkeologiska utgrävningarna och Kronans permanenta utställning.

## Bakgrund
År 1660 nådde Sverige kulmen som europeisk militärmakt. I kriget mot Danmark 1657–1658 hade Karl X Gustav genom ett vågat tåg över Lilla och Stora Bält marscherat rakt in i Danmarks hjärta, i syfte att erövra Danmark och en gång för alla göra sig kvitt en besvärlig fiende, och kanske kunna ta över den lukrativa Öresundstullen. Tilltaget hade dock hotat andra stormakters intresse av att hålla Östersjöns regementen splittrade; ingen var intresserad av att låta Sverige helt dominera Östersjön. England och Nederländerna gick därför i förbund med Danmark. Karl X Gustavs försök att helt erövra Danmark misslyckades; Sverige fick dock i freden i Roskilde de östdanska provinserna Blekinge, Halland och Skåne samt Bohuslän. Med hela nuvarande Finland i svensk ägo samt besittningar i Baltikum och Pommern hade Sverige blivit den dominerande stormakten i Östersjön.
I början av 1670-talet var den svenska förmyndarregeringen präglad av utbredd svaghet, men bland annat rikskansler Magnus Gabriel De la Gardie argumenterade för att stärka banden med Frankrike, vilket resulterade i ett fransk-svenskt traktat 1672. Samma år anföll Frankrike Nederländerna, vilket skapade ökad diplomatisk oro. I april 1674 lade den franska ambassadören fram ett förslag till Sverige att öka de svenska trupperna i Pommern till 22 000 man, i utbyte mot kraftigt höjd monetär ersättning.
Det svenska läget var svårt, man var pressad av Frankrike att gå in i Brandenburg och i december 1674 gick Carl Gustaf Wrangel till angrepp. Ännu hade kriget inte börjat på allvar, men ett halvår senare förklarade Nederländerna krig. Samma månad led Sverige ett nederlag vid Fehrbellin, vilket militärt kanske inte hade så stor betydelse, men som ledde till en betydande prestigeförlust. 2 september 1675 kom den danska krigsförklaringen och i slutet av juni året efter landsteg en dansk armé i Skåne. En stark flotta var nödvändig för att försvara svenska intressen.

### Flottornas expansion
Från 1650-talet pågick en förändring av de europeiska staternas örlogsflottor. Tidigare hade sjöstridstaktik främst inneburit att skepp stred mot varandra individuellt eller i mindre grupper i det som kallats melée-taktiken. I det första stora kriget mellan England och Nederländerna på 1650-talet började man utveckla den så kallade linjetaktiken, där flottstyrkor stred i en sammanhängande rät linje, för mot akter, med befälhavaren i mitten för att kunna kontrollera sina styrkor. Tidigare hade avgörandet i sjöstrid varit fokuserat på att erövra motståndarens skepp i äntringsstrider, men under andra halvan av 1600-talet lades större vikt vid att med överlägsen eldkraft sänka fientliga fartyg eller få dem att ge upp. Den huvudsakliga uppgiften för befälhavare blev att hålla ihop sin egen linje samtidigt som man försökte splittra motståndarens, så att man kunde koncentrera sina styrkor mot en viss del av fiendens styrkor. Denna taktik utvecklades och förfinades under första hälften av 1700-talet och kom sedan att vara totalt dominerande inom marin krigföring ända till första världskriget.
Den nya taktiken gynnade mycket stora skepp som kunde segla stabilt och hålla sin plats i linjen även i hård strid. Linjetaktiken hängde också samman med en generell utveckling mot samhällets ökade disciplinering och mäktiga centralstaters krav på stående flottor ledda av yrkesofficerare. Kriget underkastades i allt högre grad en striktare organisering. Stridsformationer blev mer standardiserade och skulle helst efterleva matematiskt uträknade idealmodeller. Statsmaktens ökade makt på bekostnad av enskilda godsägare innebar att man skapade allt större arméer och flottor, och i slutet av 1660-talet pågick även i Sverige ett omfattande skeppsbyggnadsprogram.

## Konstruktion

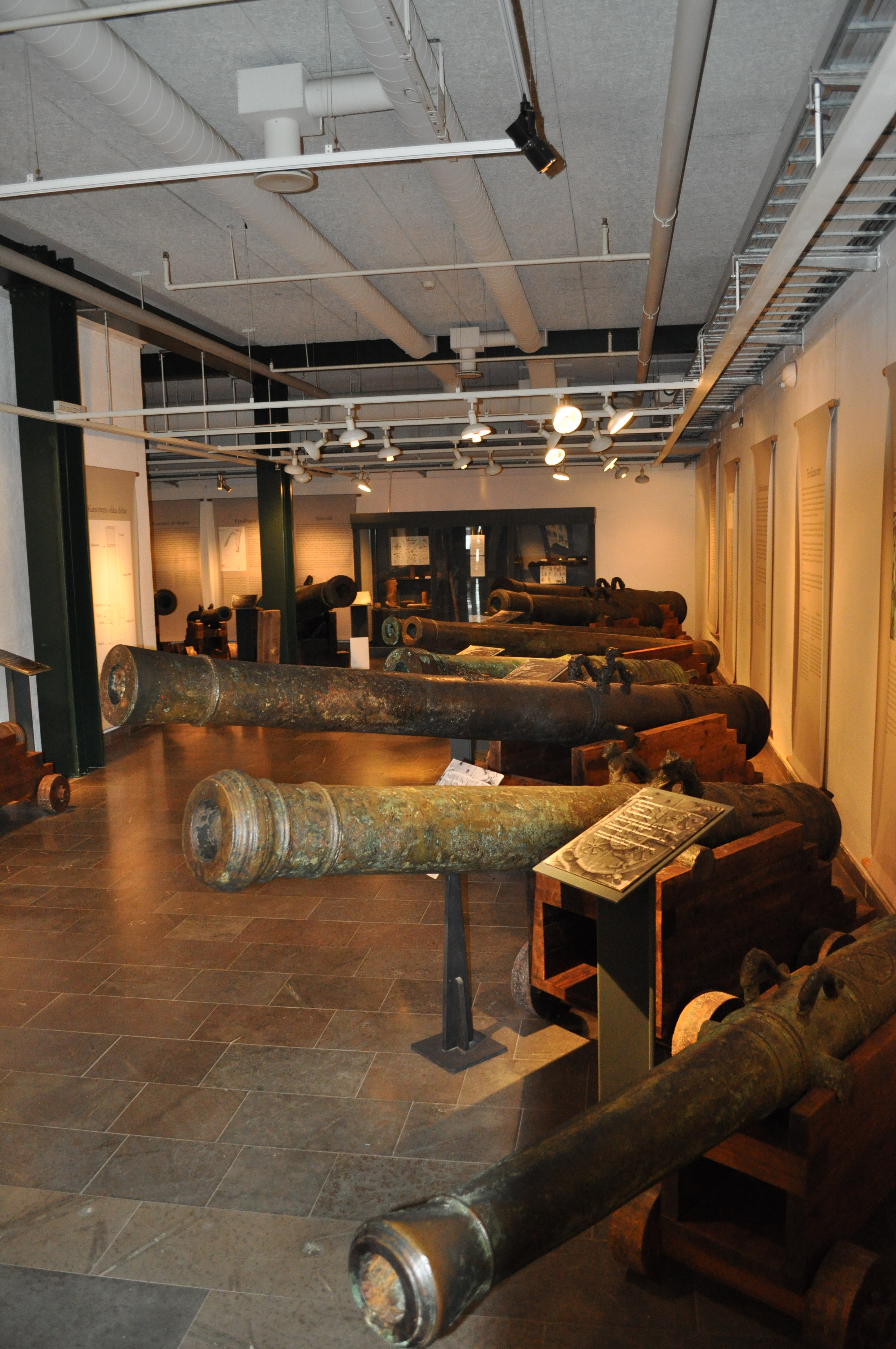
Kanoner bärgade från Kronan utställda på Kalmar Läns Museum.

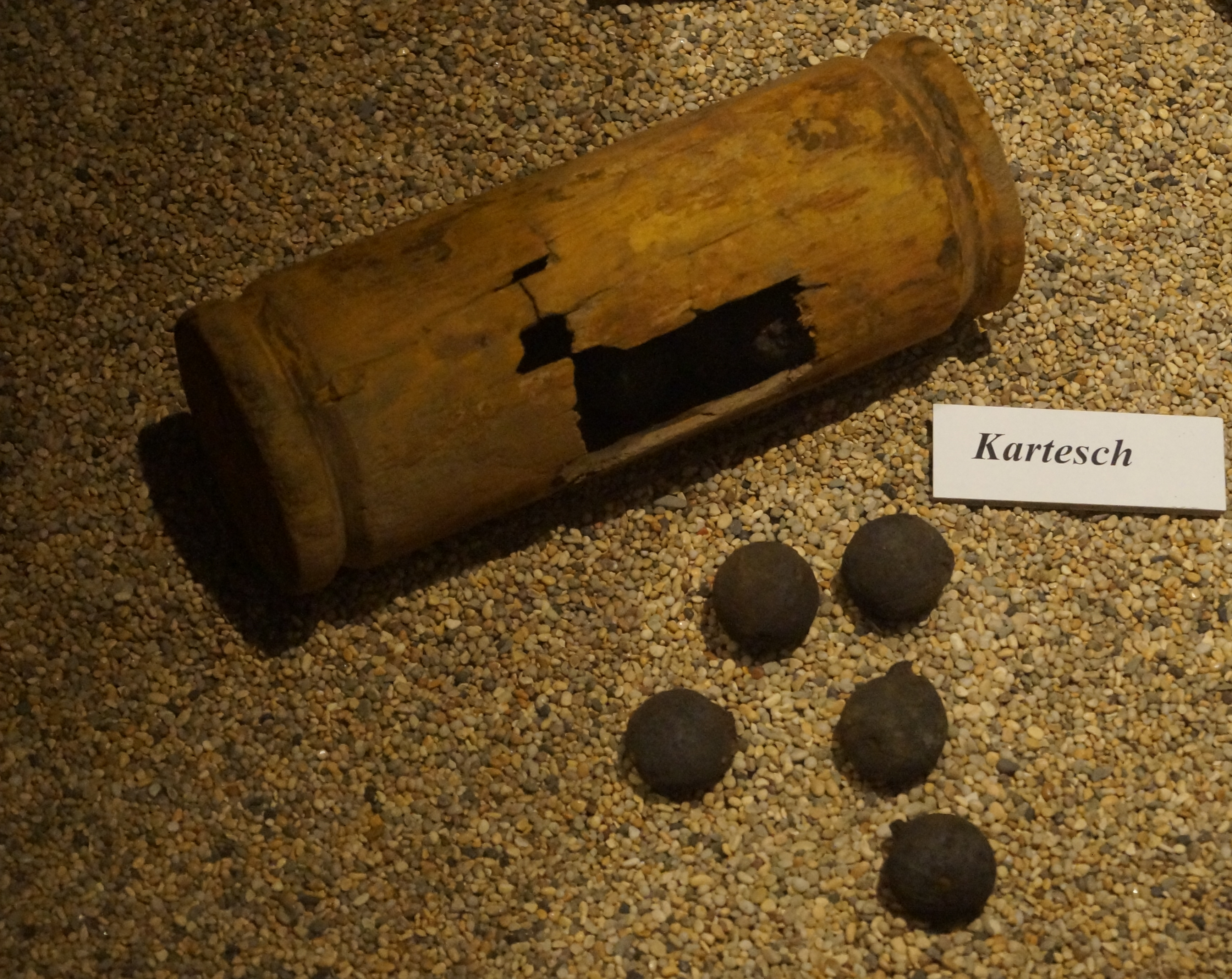
En kartesch i trä med de mindre kulor som den var fylld med.

Kronan var ett av tidens tyngst bestyckade krigsskepp, en tredäckare med 105 kanoner. Hon hade tre däck med kanonportar längs med hela skeppet (batteridäck). Förutom batteridäcken hade skeppet sju nivåer fördelat på sex däck. Längst ner precis ovanför kölen var hålskeppet. Ovanför det och fortfarande under vattenlinjen var trossdäcket, som precis som hålskeppet var ett förrådsutrymme. Sedan kom två helt täckta batteridäck och ytterligare ett tredje som var till ungefär hälften öppet i mitten av fartyget men övertäckt med ett däck i fören och två i aktern.
Första hälften av 1600-talet hade man byggt skepp enligt det holländska sättet, med en flat och rektangulär botten vilket gav relativt litet djupgående. Det var anpassat för de grunda nederländska kusterna och möjliggjorde snabbare skeppsbygge och mindre skepp än andra byggsätt. Nackdelen var att skeppen hade en relativt lätt konstruktion och var något instabila i hög sjö, något som lämpade sig dåligt för örlogsfartyg. Kronans skrov byggdes alltså efter det engelska byggsättet, med ett rundare midskepp och större djupgående. Aktern smalnade nu av skarpare under vattenlinjen i stället för att vara platt, något som minskade vattenmotståndet.
Kronans deplacement, skeppets tyngd beräknat på hur mycket vatten det pressade undan, är inte exakt känt eftersom man saknar tillräckligt exakta mått, men har beräknats till ungefär 2 300 ton. Sett till antalet kanoner Kronan var utrustad med var det relativt lite. Det var först under andra halvan av 1600-talet som man i Europa hade börjat bygga tredäckare i större utsträckning och man var fortfarande inne i en experimentperiod. Både engelska och franska tredäckare var kända för att vara instabila eftersom man byggde dem höga, smala och utrustade dem med för många kanoner. Avståndet mellan de lägsta kanonportarna och vattenlinjen kunde därför bli mycket lågt. Blåste det hårt vid en drabbning var man tvungen att stänga de lägsta portarna och kunde då heller inte använda sina tyngsta kanoner. Under 1700-talet började man bygga skepp med samma antal kanoner som Kronan större och tyngre; de låg då på 3000 till 5000 ton vilket gjorde dessa modernare skepp stabilare. När Kronan byggdes var hon bland de tre eller fyra största fartygen i världen, men eftersom trenden att bygga större tilltog låg hon på ungefär en delad sjundeplats vid förlisningen.

### Bestyckning
Enligt den officiella bestyckningsplanen skulle Kronan utrustas med 124–126 kanoner; 34–36 kanoner på vart och ett av batteridäcken och ytterligare 18 i de övre däcken samt i skansen (fören) och akterkastellet. Kanonerna klassades efter hur tunga kanonkulor de sköt och varierade från 3 pund (1,3 kg) till 36 pund (15,3 kg) medan själva kanonerna vägde från några hundra kilo upp till fyra ton. Som brukligt placerades de tyngsta kanonerna längst ner och de lättare ovanför, av stabilitetsskäl. Skeppets verkliga slagkraft kom från 30- och 36-pundarna på nedre batteridäck som kunde tillfoga stor skada på längre avstånd än det övriga artilleriet. En stor del av de mindre kanonerna på under 18 pund var primärt avsedda för att skada motståndarens besättning snarare än fiendeskeppet.
Idag anses det dock sannolikt att antalet kanoner var lägre än vad dokumenten från 1670-talet anger. Antalet kanoner som föreskrevs i officiella planer var vid den tiden regelmässigt högre än det antal kanoner som faktiskt fanns att tillgå. Bestyckningsplaner anses i allmänhet ha varit teoretiska eller idealfall och efterlevdes sällan i verkligheten, antingen av brist på vapen eller för att det visade sig opraktiskt. Särskilt de tyngre 36- och 30-pundskanonerna var det brist på och ofta ersattes de med lättare pjäser. Med utgångspunkt för hur många kanoner som bärgades från Kronan på 1680-talet (se "Kronan som vrak") och under utgrävningarna efter 1980 antar man att antalet kanoner uppgick till ungefär 105. Detta stämmer också med beräkningar av hur många kanoner som faktiskt fick plats på varje däck och med antalet kanonportar.
Man hade också olika typer av ammunition beroende på vad man skulle beskjuta: vanliga kanonkulor mot skrov; kedje-, stång- och piklod för att skada rigg; och skråkappor, träbehållare fyllda med kulor eller järnfragment som fungerade som stora hagelgevär. För äntringsstrider förde man också med sig 130 musköter och 80 pistoler med lunt- eller flintlås. För närstrid fanns 250 pikar, 200 mindre handyxor och 180 svärd. I utgrävningarna har man också hittat exemplar av grovkalibriga hakebössor, ett vapen med stort eldrör som var försedd med en hake undertill. Med den hakade man fast vapnet i relingen för att låta den ta rekylen från den stora laddningen. En av hakebössorna som återfunnits var laddad med en liten skråkappa med 20 blykulor som skulle användas för att rensa däcken före äntring.

### Utsmyckning

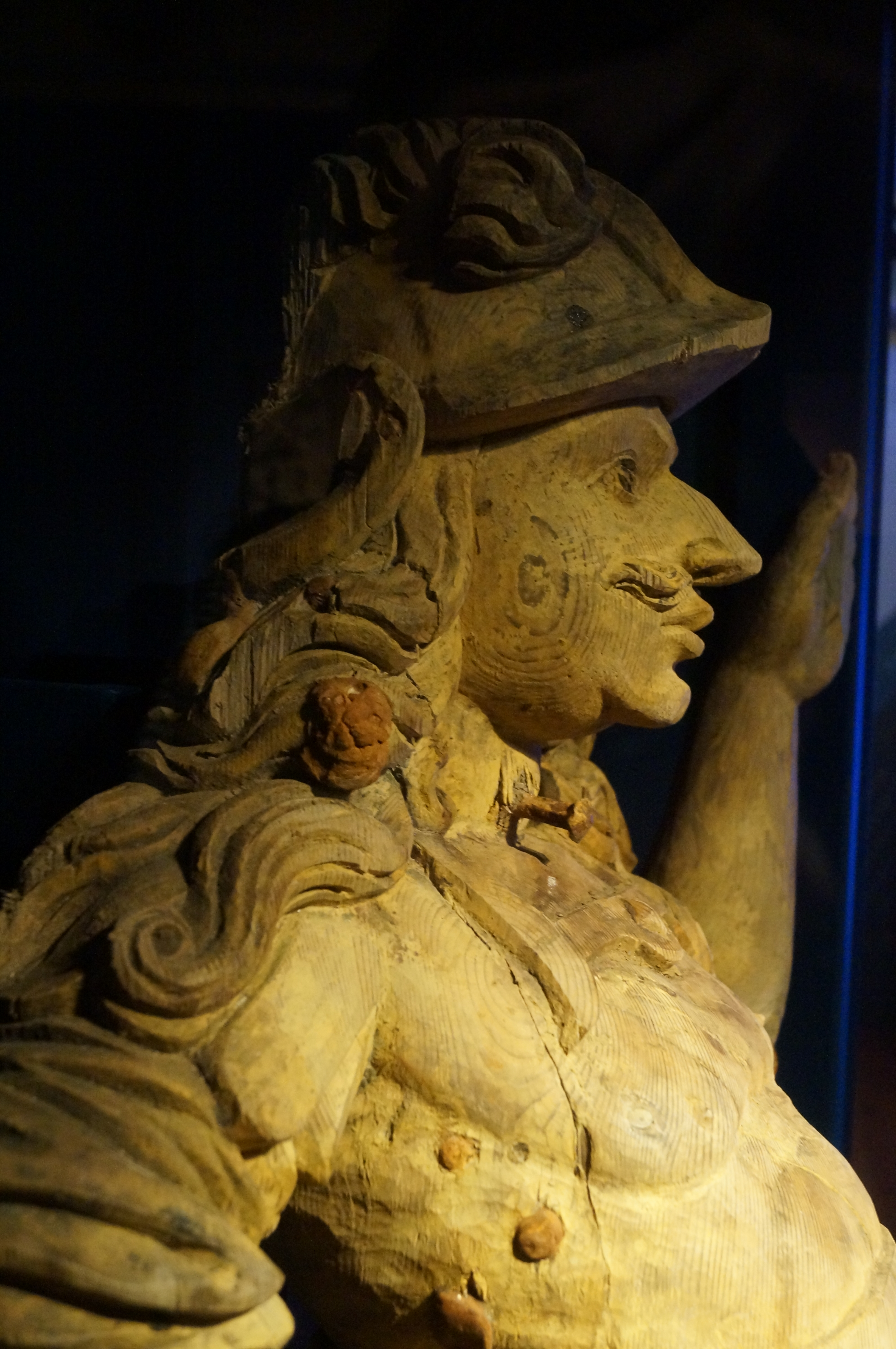
En av de statyer som bärgades från Kronan. Troligtvis föreställande kung Karl X Gustav.

En påkostad utsmyckning var på 1660-talet ännu en viktig del av ett skepps karaktär, även om betydelsen hade börjat minska sedan mitten på seklet till förmån för mer praktiska detaljer. Det var fortfarande centralt att framhäva den absoluta monarkens auktoritet och militära makt samt att visa upp skeppet som ett praktbygge. Jost Schütz var den som var ansvarig för bildhuggeriet vid amiralitetet under hela 1660-talet och hade varit verksam sedan 1630-talet. Det finns inga direkta avbildningar av hur Kronans utsmyckning såg ut, men den var som brukligt mest påkostad på akterspegeln. Det finns två avbildningar av Kronan, just från aktern, gjorda många år senare av danska konstnärer för att hylla de danska sjösegrarna över Sverige. Claus Møinichens målning på Frederiksborgs slott från 1686 visar en akter som domineras av två lejon som håller upp en stor kungakrona. Bakgrunden är blå med skulpturer och ornament i guld. Konsthistorikern Hans Soop som tidigare studerat Vasas bildspråk, framhäver att Møinichen kan ha överdrivit skeppets storlek och beskriver det som att "[m]an tycker sig nästan stå inför ett franskt linjeskepp från seklets slut". En vävd tapet på Rosenborgs slott avbildar Kronan som en tvådäckare, och här domineras akterspegeln ännu tydligare av kungakronan.
Arkeologer har inte hittat tillräckligt av Kronans skulpturer för att få en helhetsuppfattning om hur hon var utsmyckad. De maskaroner och putti som har bärgats hittills visar på "utsmyckningens höga konstnärliga kvalitet och det fulländade artisteriet i materialbehandlingen". En större skulptur som föreställer en krigare uppvisar stor hantverksskicklighet, den hittades under dyksäsongen 1987. Konsthistorikern Hans Soop har beskrivit den vara försedd med "pregnant snidade anletsdrag, stor mustasch och långt, svallande hår under en plymförsedd hjälm" och "i typisk härskarpose, med höger hand i sidan och med benen i klassisk kontrapostställning ... på känt barockmanér är han utrustad med ett väl tilltaget magomfång, vid denna tid tecken på hög samhällsställning och inflytande [och] en markant profil med kraftigt markerad näsa". Det har föreslagits att skulpturen föreställer Karl XI själv, men eftersom man inte vet vilka skulpturer som omgav ornamentet kan man inte avgöra detta med säkerhet.

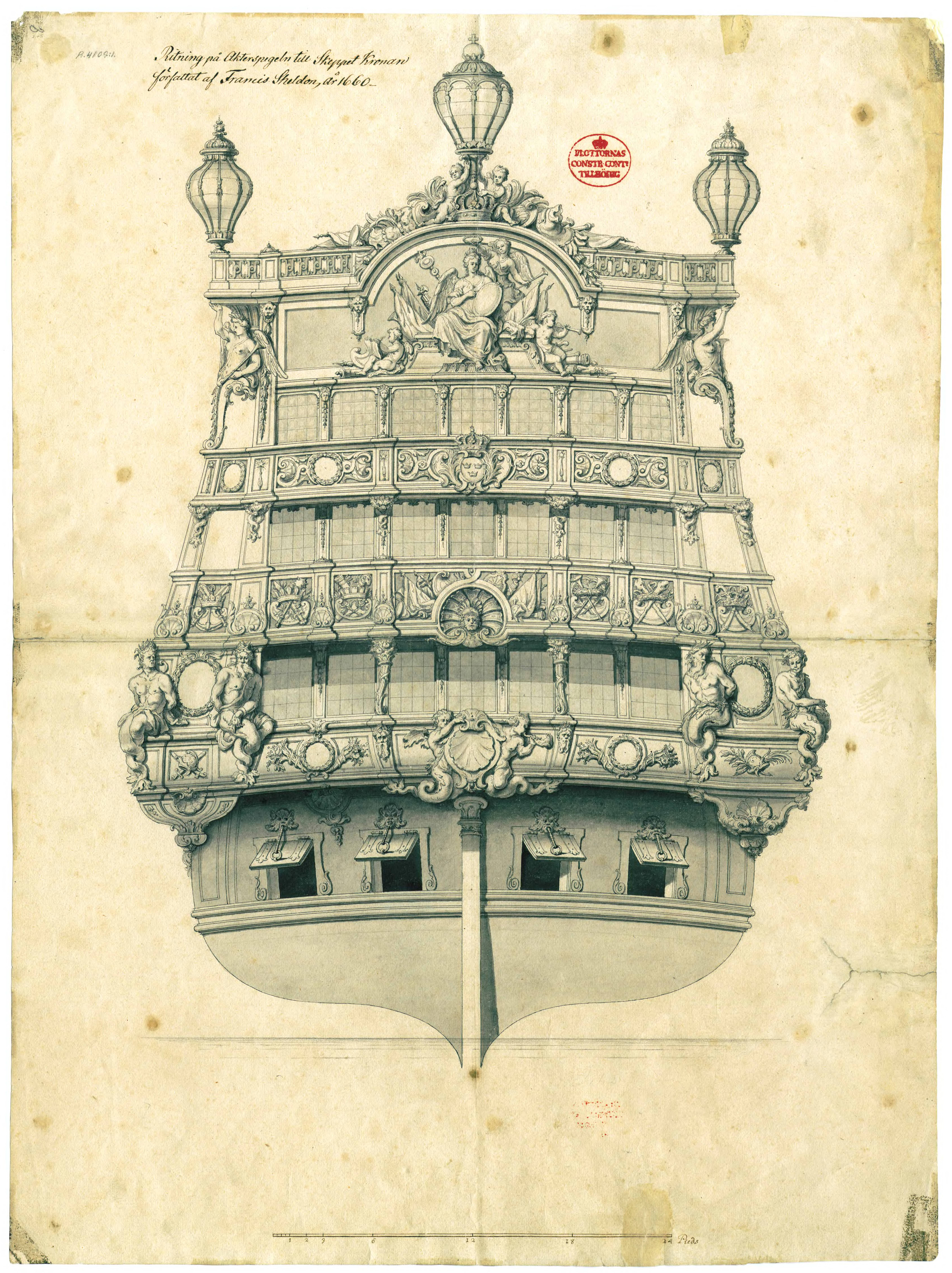
Ritning på akterspegeln till skeppet Kronan av Francis Sheldon, 1660.
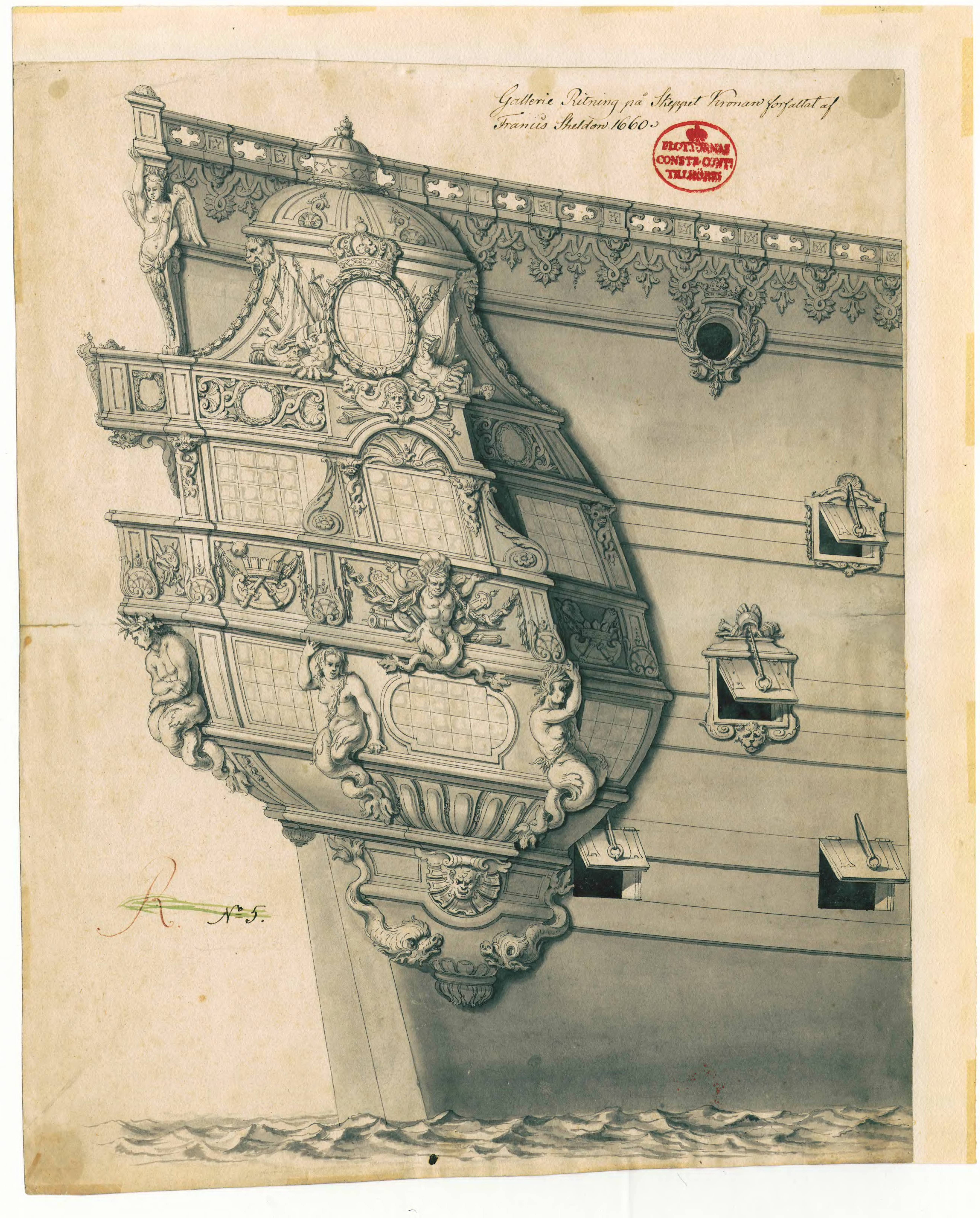
Kronan, galleriritning av Francis Sheldon, 1660.
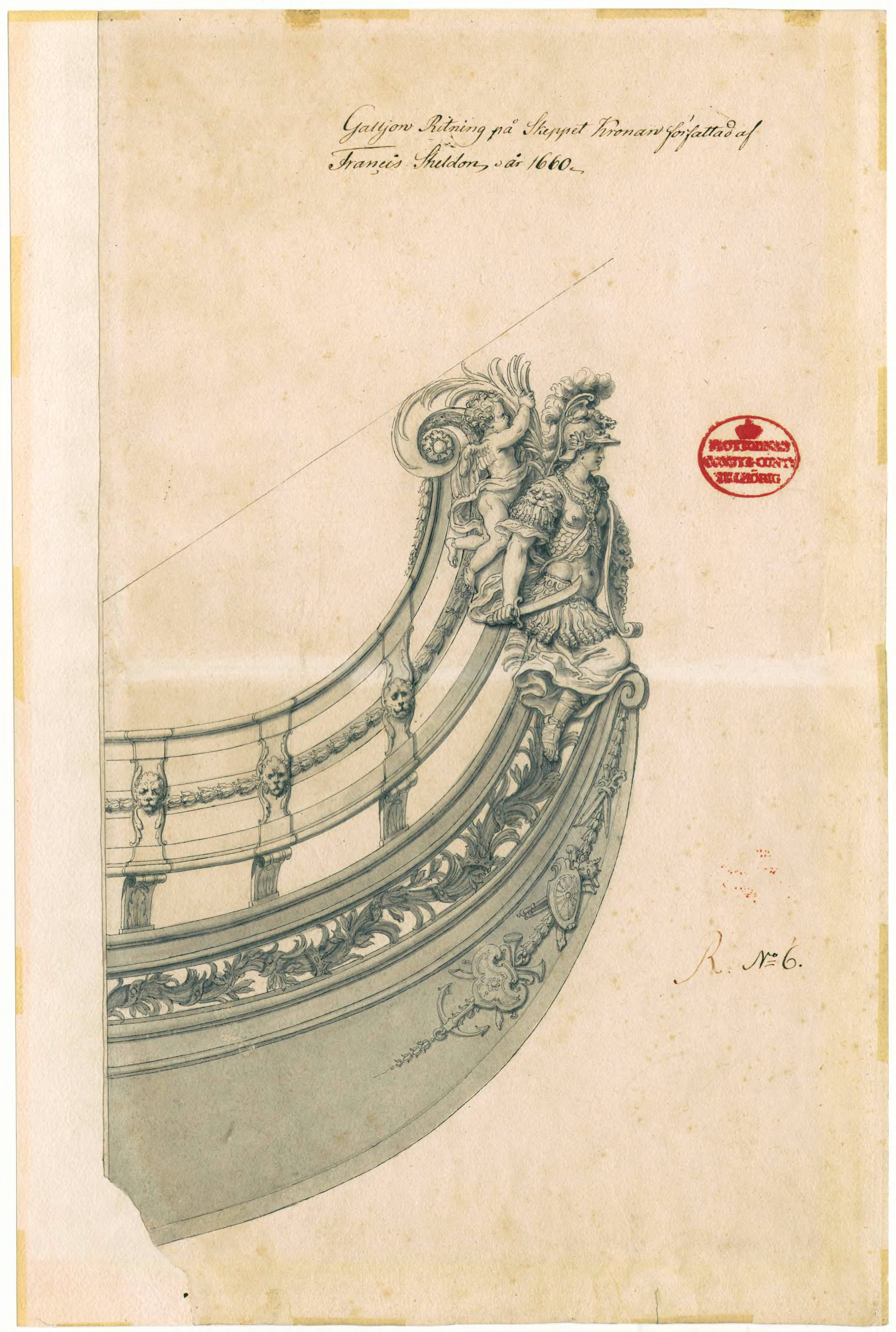
Kronan, gallionsritning av Francis Sheldon, 1660

## Byggnation
I början av 1660-talet beslutades om en upprustning av flottan och ersättare för ett antal större skepp som började bli gamla. Man behövde också ett nytt flaggskepp som skulle ersätta den gamla Kronan från 1632 som nu blivit ålderstigen. De enorma mängder timmer som behövdes till det nya amiralsskeppet började huggas vintern 1664–1665. Historikern Kurt Lundgren har uppskattat att det gick åt 7–10 hektar ekskog, bestående av minst hundraåriga träd, för själva skrovet och ett antal stora tallar för master och bogspröt. Kronans kölsträckning påbörjades i oktober 1665 men det dröjde till 31 juli 1668 innan hon kunde sjösättas. Den engelske byggmästaren Francis Sheldon ansvarade för Kronans tillblivelse men han var vid många tillfällen i konflikt med amiralitetet. Ledningen för flottan klagade på att han drog ut på tiden och att han ägnade sig åt privata projekt, bland annat en omfattande export av masttimmer till England. Sheldon själv klagade på ständiga förseningar och brist på pengar. När skeppet sjösattes så visade det sig att stapelbädden var för liten och kölens aktre del bröts av. När Sheldon fick frågan om skeppet hade skadats blev svaret att det kunde lagas, men den långa tid som timret legat och torkat ansågs vara ett större problem. Konflikten mellan amiralitetet och Sheldon fortsatte under flera år framöver och bidrog till att försena skeppets färdigställande. De sista skulpturerna avslutades först 1669 och inte förrän 1672 var skeppet riggat, tacklat och bestyckat. Första gången skeppet användes var när man firade Karl XI:s tillträde som myndig regent i december 1672.

### Besättning
Som ett av tidens största skepp hade Kronan också en stor besättning. När hon sjönk fanns ungefär 850 personer ombord, varav cirka 500 var sjömän och 350 soldater. Kronanprojektet har liknat skeppet med storleken på en medelstor svensk stad i slutet av 1600-talet och beskrivit det vara ett "samhälle i miniatyr". Ombord fanns representanter för såväl under- som överklass. Kvinnor tilläts vistas på flottans skepp, men bara så länge man befann sig inom Stockholms skärgård; innan krigstågen nådde öppet vatten var de tvungna att gå iland. På Kronan, som ett mindre flytande samhälle, speglades också i förhållningen mellan det civila och det militära, där samtliga i besättningen klädde sig civilt och saknade enhetliga uniformer. Skillnaden var istället ståndsmässig, adliga officerare klädde sig i praktfulla och påkostade kläder. Det enda undantaget var soldaterna som tillhörde Västerbottens regemente. På 1670-talet hade de troligen hunnit bli utrustade med de första karolinska uniformerna i blått och vitt. Besättningen blev i vissa fall tilldelad kläder eller tyg till att sy "båtmansklädning" som gjorde att de i viss mån skilde sig från vanliga allmogekläder. Officerarna hade en stor uppsättning dyra och fina kläder med sig ombord, men det är oklart i vilken utsträckning de användes till vardags. Eventuellt användes något enklare plagg av hållbarare och bekvämare tyg som var mer praktiska till sjöss.

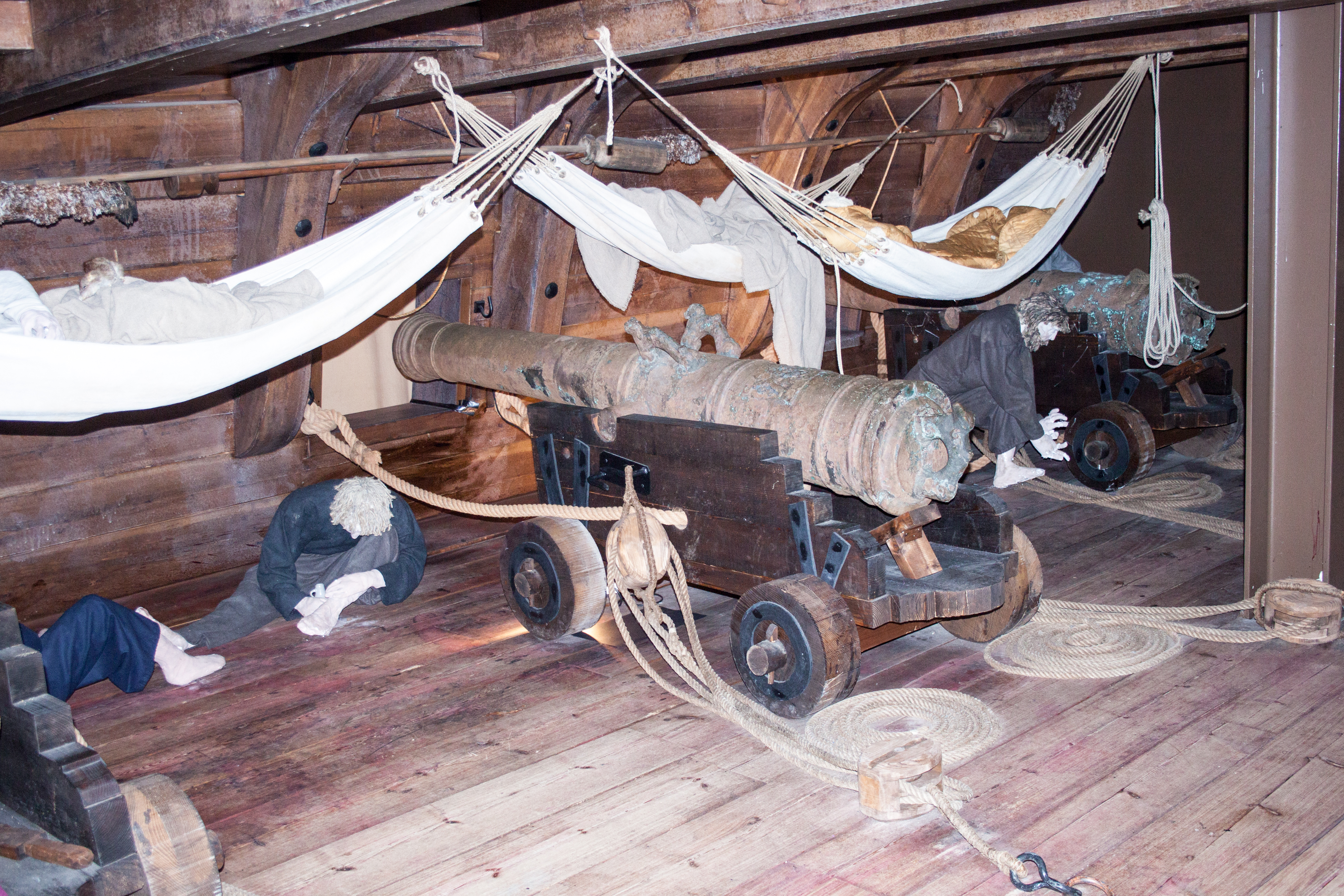
Rekonstruktion av livet ombord på Kronan. Kalmar läns museum.

Rekrytering av manskapet skedde genom tvångsutskrivning och av det tidiga indelningsverket. Båtsmän och bösseskyttar (sjömän och artillerister) togs från båtsmanshåll, administrativa enheter längs kusten som fick pålagt att förse flottan med en man för tjänstgöring. Soldaterna på skeppen kom från motsvarande knekthåll eller rotehåll från inlandet. Officerarna var ofta adliga eller ur samhällets övre skikt och avlönades genom indelningsverket eller genom avkastningen från särskilda landområden avsatta för ändamålet. Det är också möjligt att de högre officerarna som var måna om att upprätthålla sin ståndsmässighet, och som var vana vid detta från land, tog med sig sina personliga tjänare ombord. En värdefull jacka i rött kläde som hittades på en man som dog på skeppet kan ha tillhört en av dessa tjänare.
Utbildning och övning var i regel eftersatta områden denna tid i jämförelse med vad som torde varit behövligt. Sjömakter som England och Spanien uppövade kompetens och skicklighet genom långvariga sjöexpeditioner, medan man i Östersjön endast kunde nyttja halva året för örlogsflottans seglationstid. Rustning och sjötid för besättningar var dyrt och eftersattes regelmässigt, följden blev därför ständiga problem med den materiella komforten, likväl som besättningarnas utbildning.[källa behövs]

## Tjänstgöring
Efter den svenska förlusten vid slaget vid Fehrbellin 18 juni 1675 behövdes flottan för att undsätta de svenska besittningarna i Pommern. Den svenska flottan var stor med ett flertal stora fartyg: Svärdet på 1800 ton, Äpplet och Nyckeln på cirka 1400 ton och det enorma Kronan. Sammanlagt hade man närmare 28 stora och medelstora linjeskepp och nästan lika många mindre örlogsfartyg. Försörjningen var däremot bristfällig, man hade få erfarna högre officerare och sammanhållningen var dålig. Danskarna beskrev hånfullt det svenska manskapet som "bonddrängar doppade i saltvatten". Flottan gav sig ut till sjöss under amiral Gustaf Otto Stenbock under hösten 1675, men kom inte längre än till Karlsöarna utanför Gotland. Vädret var ovanligt dåligt, med låga temperaturer och hårda vindar. Skeppen var svåra att värma upp, besättningen var illa klädd och snart insjuknande stora delar av manskapet. Provianten började sina och efter att Kronan förlorat ett bogankare bestämde sig Stenbock för att vända tillbaka till Dalarö och undsättningen av de tyska provinserna uteblev. Kung Karl reagerade starkt och ansåg att Stenbocks personligen bar ansvar för misslyckandet och fick en personlig räkning på över 100.000 daler silvermynt, sparken fick han också.

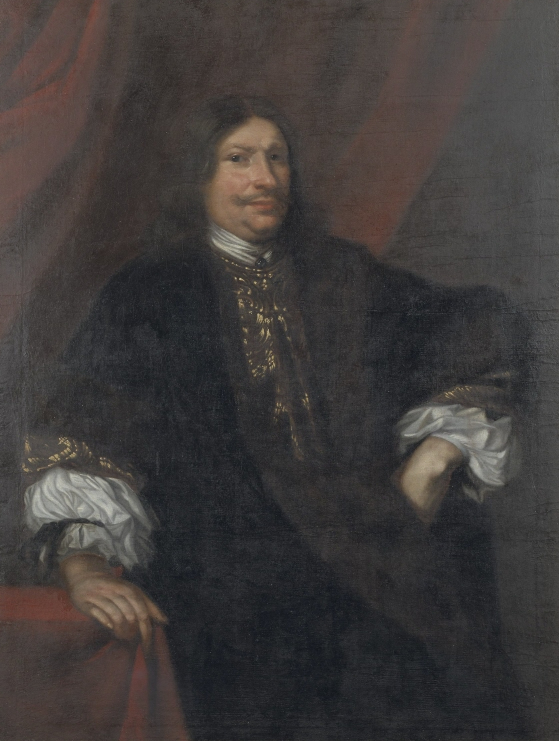
Lorentz Creutz den äldre. Porträtt av David Klöcker Ehrenstrahl.

Läget i Pommern förvärrades under vintern och flottan, tillsammans med Kronan, beordrades ut i till havs i ett desperat försök att undsätta de ansträngda svenska styrkorna i de nordtyska områdena. Vintern 1675-76 var dock ovanligt kall med stora istäcken på Östersjön. När flottan, nu under den erfarne amiralen Claas Uggla, kom till Dalarö den 23 januari var man instängd av is. Riksrådet Erik Lindschöld hade dock anslutits till företaget av kungen, och kom på idén att såga ut flottan till havs. Med hjälp av flera hundra rekryterade bönder började man skära upp en ränna till flottstationen ute vid Älvsnabben, över två mil därifrån. Först 14 februari var man framme, men upptäckte då att även havet utanför var fruset. Efter en storm som började få isen att skruva pressades lastskeppet Leoparden sönder och sjönk. En dansk styrka hade också hunnit segla upp längs kusten och låg utanför på det öppna havet. Efter att vädret blivit ännu kallare var läget hopplöst och även den entusiastiske Lindschöld gav upp.
Redan i mars 1676 seglade en dansk flotta på 20 fartyg under ledning av amiral Niels Juel och 29 april landsteg hans styrkor på Gotland, som snabbt kapitulerade. Den svenska flottan beordrades ut den 4 maj, men möttes av svåra vindförhållanden och blev försenad till den 19 maj. Juel hade då redan lämnat Visby och seglat mot Bornholm för att förenas med en mindre dansk-nederländsk styrka som började kryssa mellan Skåne och ön Rügen för att förhindra svenska förstärkningar att nå Pommern. Den 25 och 26 maj drabbade de två flottorna samman mellan Bornholm och Rügen. Trots att den svenska flottan var numerärt överlägsen lyckades man inte tillfoga fienden några förluster utan förlorade istället en brännare och ett mindre fartyg. Slaget visade på en allvarlig brist på samordning och förtroendet mellan generalamiral Lorentz Creutz och hans underordnade var lågt.
Efter sammanstötningen ankrade flottan vid Trelleborg där kung Karl väntade med nya order om att man skulle återta Gotland. Man skulle också undvika strid till sjöss tills man var i höjd med Ölands norra udde för att försöka slåss i hemmavatten. När den svenska flottan lämnade Trelleborg 30 maj fick den danska flottan snart kontakt och började förfölja den svenska styrkan. Vid det här laget hade danskarna blivit förstärkta av ytterligare en mindre styrka och räknade nu sammanlagt 42 fartyg, varav 25 stora eller medelstora linjeskepp. Med förstärkningarna kom också den nya generalamiralen och nederländaren Cornelis van Tromp, en av samtidens skickligaste sjötaktiker, som hade värvats av Kristian V. De två flottorna följdes åt norrut och den 1 juni nådde man Ölands södra udde i halv storm. Svenskarna, formerade i linje, försökte hinna före Tromps styrka och lägga sig mellan dem och land för att få lä från blåsten, och därmed ha ett bättre utgångsläge för den kommande striden. De nederländska och danska skeppen lyckades dock segla högre upp i vinden och knappade dessutom in. Den hårda vinden gick hårt åt riggen på många av de svenska skeppen, och bar iväg stänger och rår, vilket gjorde det svårt att hålla samman stridslinjen. På förmiddagen närmade sig de två flottorna varandra och var snart inom skotthåll.

### Förlisningen

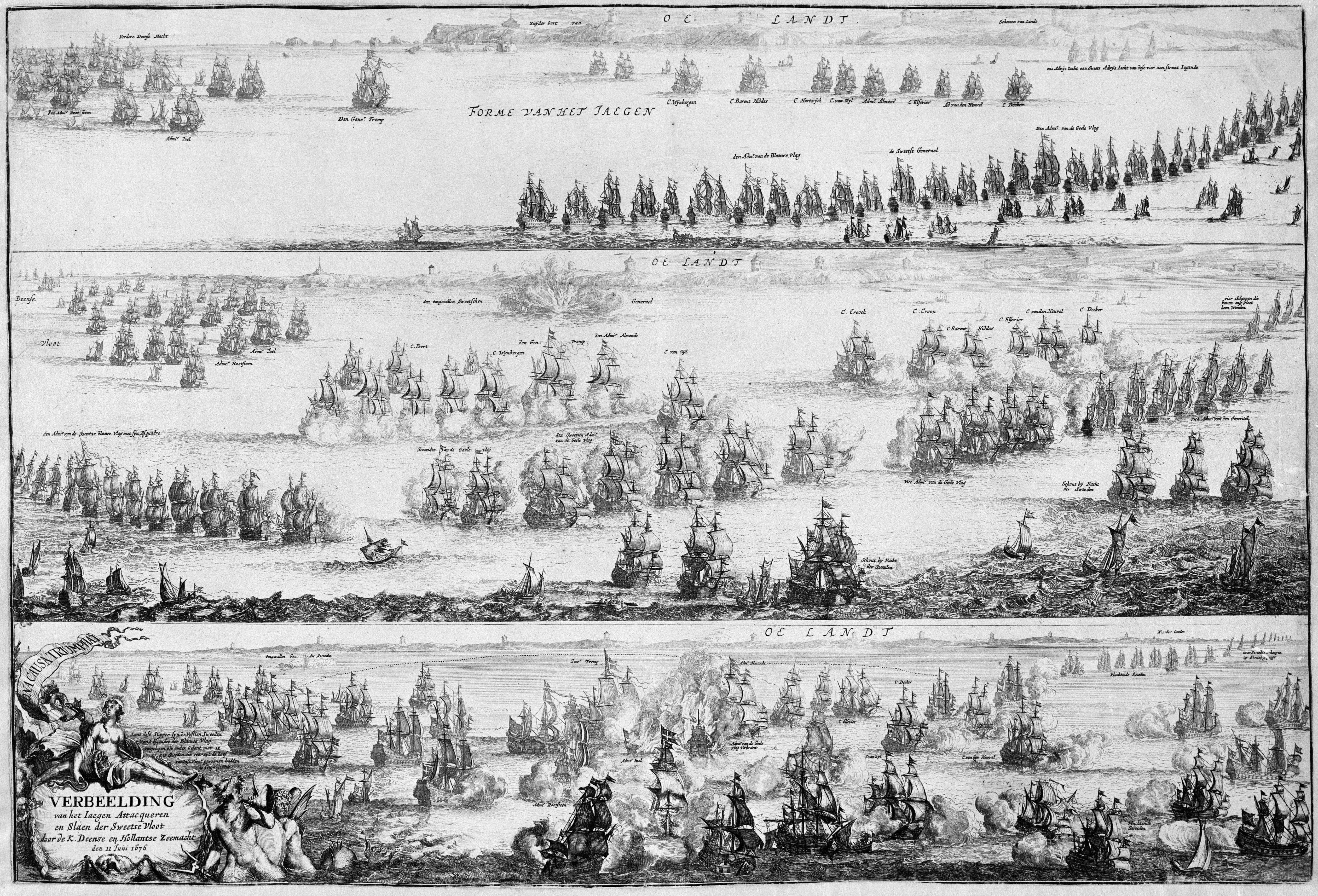
En samtida avbildning som delar in slaget i tre faser: först de två flottorna på väg norrut längs Ölandskusten; sedan visas hur Kronan exploderar och Svärdet omringas; och sist hur den svenska flottan drivs på flykt av de allierad styrkorna. Kopparstick av Romeyn de Hooghe, 1676.

Vid tolvtiden på dagen nordost om byn Hulterstad genomförde den svenska flottan något som militärhistorikern Ingvar Sjöblom har beskrivit som "en mycket omdiskuterad manöver". På grund av missförstånd och dåligt koordinerad signalering försökte den svenska styrkan att vända och engagera fienden innan man nådde till den i förväg bestämda drabbningsplatsen utanför Ölands norra udde. En hastig vändning var ett riskabelt företag i hårt väder och måste förberedas noggrant. Kronan, som man visste var något instabil, girade åt styrbord men hade för många segel hissade och krängde därför så kraftigt att hon tog in vatten genom de öppna kanonportarna. Man lyckades inte räta upp skeppet och det lade sig därför på sidan med masterna i vågrätt läge. Efter en stund blev krutförrådet i främre delen av skeppet av någon anledning antänt och sprängde bort en stor del av styrbordssidan för om stormasten. Den kvarvarande akterdelen reste sig upp med den avbrutna delen nedåt och sjönk sedan hastigt med babordssidan nedåt. När den träffade botten revs en stor spricka upp längs skeppet som ytterligare slet sönder konstruktionen.
Under kantringen tycks disciplin och social sammanhållning ha kollapsat fullständigt. Kvarlevorna från de som dog på Kronan visar på djupa, oläkta skärsår i kranier, ryggkotor, revben och andra delar av kroppen. Vart tionde upphittat överarmsben och nästan vart femte lårben uppvisar tecken på traumatiskt våld med vassa föremål och i många fall rör det sig om ett flertal svåra hugg- eller skärsår riktade mot samma ställe. En säker förklaring till hur dessa svåra skador uppstått saknas och inget av vittnesmålen omnämner det. Det finns dock inga som helst indikationer på att en äntringsstrid ägt rum före förlisningen och man anser det uteslutet att skadorna är av den typ som kan ha uppstått i samband med explosionen i krutförrådet. Ingvar Sjöblom har tolkat det som följderna av ett "blodigt handgemäng" som utbrutit i samband med att männen försökte rädda sig själva och osteologen Ebba Düring att man i den desperata kampen för att ta sig ut tillgrep "alla tillgängliga medel, fysiska som psykiska".

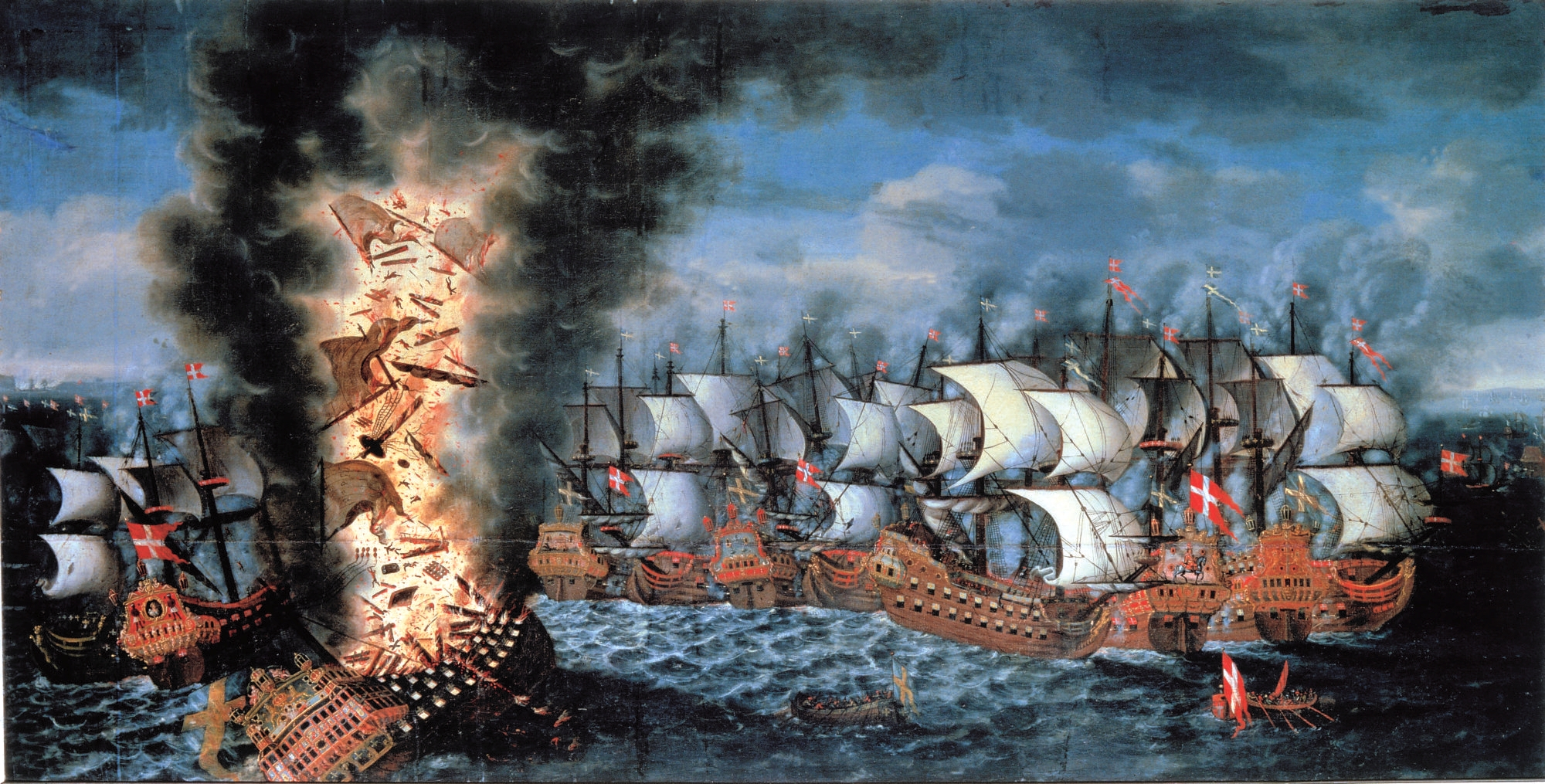
Målning av Claus Møinichen från 1686, på Frederiksborgs slott, som visar hur Kronan exploderar samtidigt som hon kantrar. Till höger ses Svärdet i strid med den danska styrkans amiraler.

Efter Kronans förlisning fortgick slaget under några timmar utan någon som helst framgång för den svenska sidan. Förlusten av flaggskeppet ledde till än mer oordning bland de svenska leden. Det nya flaggskeppet Svärdet omringades av de allierade amiralernas fartyg och sattes i brand av en nederländsk brännare. Bara 50 av 650 man räddades från det brinnande vraket, och bland de döda fanns även Claas Uggla. Den svenska flottan flydde sedan under oordnade former efter att ha förlorat två av sina högsta befälhavare med flottans största skepp. Solen gick senare på grund, Järnvågen, Neptunus och tre mindre fartyg erövrades. Äpplet gick efter slaget på grund och sjönk utanför Dalarö.

### Efterspel
Enligt artilleriofficeren, Anders Gyllenspak, överlevde förutom han själv bara 39 personer kantringen och explosionen: major Johan Clerck, 2 trumpetare, 14 sjömän och 22 soldater, vilket betyder att ungefär 800 man dog. Bland dem fanns förutom generalamiralen själv och ett halvdussin officerare från såväl flottan som armén både amiralitetsläkaren och flottans apotekare. Enligt officiella handlingar överlevde även två officerare från Västerbottens regemente, kapten Rosenberg och major Anders Sparrfelt. Sparrfelt ska ha kastats över två fartyg av explosionen i krutdurken och tack vare stor tur landat oskadd i seglet på ett tredje. Sammantaget dog nästan 1500 man när Kronan och Svärdet gick under och dagarna efter slaget flöt hundratals lik iland på Ölands östra kust. Enligt kyrkoherden i Långlöts församling på östra Öland "vart i några dagar upptagne 183 man" som begravdes på Hulterstad och Stenåsa kyrkogårdar. Även Lorentz Creutz kropp togs om hand och begravdes i Sarvlaks i Finland.
Nyheten om det svenska misslyckandet vid Bornholm och fiaskot vid Öland nådde inom en vecka kung Karl, som genast beordrade en kommission för att utreda vad som hade hänt. Kungen ville pröva om amiral Bär och andra gjort sig skyldiga till feghet eller inkompetens. Kungen skrev 13 juni 1676 "att en del av våra sjöofficerare sig så lachement [fegt och slarvigt] förhållit" att de "riksens säkerhet, välfärd och försvar [...] ställt uti den högsta hazard" och krävde att ett "så stort crimen strängeligen bör straffas". Kommissionen började sitt arbete redan 7 juni och höll på ända in i oktober 1676 utan att någon blev dömd. Amiral Johan Bär på Nyckeln och amirallöjtnanten Christer Boije, som senare gått på grund med Äpplet, fick dock aldrig mer befäl inom flottan medan Hans Clerck på Solen blev befordrad av kungen innan kommissionen ens var avslutad.

### Orsaker till förlisningen
Den direkta anledningen till att Kronan förolyckades var att skeppet var instabilt och hanterades ovarsamt. Till skillnad från Vasa nästan 50 år tidigare var seglingsegenskaperna dock inte misslyckade utan skeppet hade tjänstgjort tillfredsställande i åratal och i betydligt hårdare väder. Under kommissionen förekom också direkta hänvisningar till Vasa av tygmästaren (artilleriofficeren) Gyllenspak. Han vittnade också om att någon, dock inte Creutz, hade lättat på ballasten vid Dalarö i början av sjötåget och att man inte hunnit fylla på sina dryckesförråd. Därför hade skeppet varit mindre djupgående och således mindre stadigt än annars.
Varför den svenska styrkan frångick den ursprungliga planen att engagera vid de så kallade "svenska skären" mellan Landsort och Ölands norra udde och istället gjorde en plötslig vändning utanför Hulterstad är inte helt utrett. Enligt Rosenberg och Gyllenspak från Kronan vände Creutz för att Uggla signalerat för vändning. Rosenberg menade också att Bär på Nyckeln, ledare för den första eskadern, hade påbörjat vändning och att Uggla därför såg sig tvungen att följa efter för att hålla ihop flottan. Officerarna Anders Homman och Olof Norman som var överlevande från Svärdet  menade istället att det bara var Creutz som överbefälhavare som kunde ta ett sådant beslut och att Uggla bara följde Kronan när hon vände.
Enligt vittnesmålen från kommissionen vidtogs inte nödvändiga försiktighetsåtgärder när Kronan vände på grund av motsättningar mellan officerarna. Rosenberg vittnade också om att amirallöjtnant Arvid Björnram och major Klas Ankarfjäll öppet trätat både om hur mycket segel man skulle föra och hur nära land man borde ha gått. Flottans erfarne åldersstyrman Per Gabrielsson skulle enligt Gyllenspak också ha varnat för att vända i den hårda blåsten med öppna kanonportar och utan att minska segel, men utan att få gehör.
Creutz har av många historiker fått skulden för förlisningen och beskrivits som en inkompetent sjöofficer, vilken med sin okunskap och bristande erfarenhet i marina frågor ensam bar ansvaret för Kronans snöpliga undergång. Gunnar Grandin har föreslagit att osämjan på Kronan handlade om att man ville utnyttja att den allierade flottan var utspridd. Creutz och Björnram ville alltså vända snabbt av taktiska skäl medan Ankarfjäll och bland annat åldersstyrmannen Per Gabrielsson månade om fartygets säkerhet. Samtidigt menar Grandin att mycket tyder på att Creutz kan ha drabbats av något sorts mentalt sammanbrott och därför fattade ett dåligt beslut.
På senare år har en del historiker menat att skuldbördan var mer komplicerad och att Creutz inte ensam kan lastas för katastrofen. Ingvar Sjöblom och Lars Ericson Wolke påpekar att hans befattning snarast kunde jämföras med en verkschef, en administratör som inte behövde ha ingående vetskap om praktiska detaljer — att kunna vända skeppet under hård vind var sådant som underordnade ansvarade för. Lars Einarsson menar att Creutz "koleriska och självsvåldiga natur" troligen spelade en roll, men att det i lika höga grad kan skyllas på att manskapet var otränat och oerfaret och att det förekom öppen osämja mellan officerarna.

## Kronansom vrak

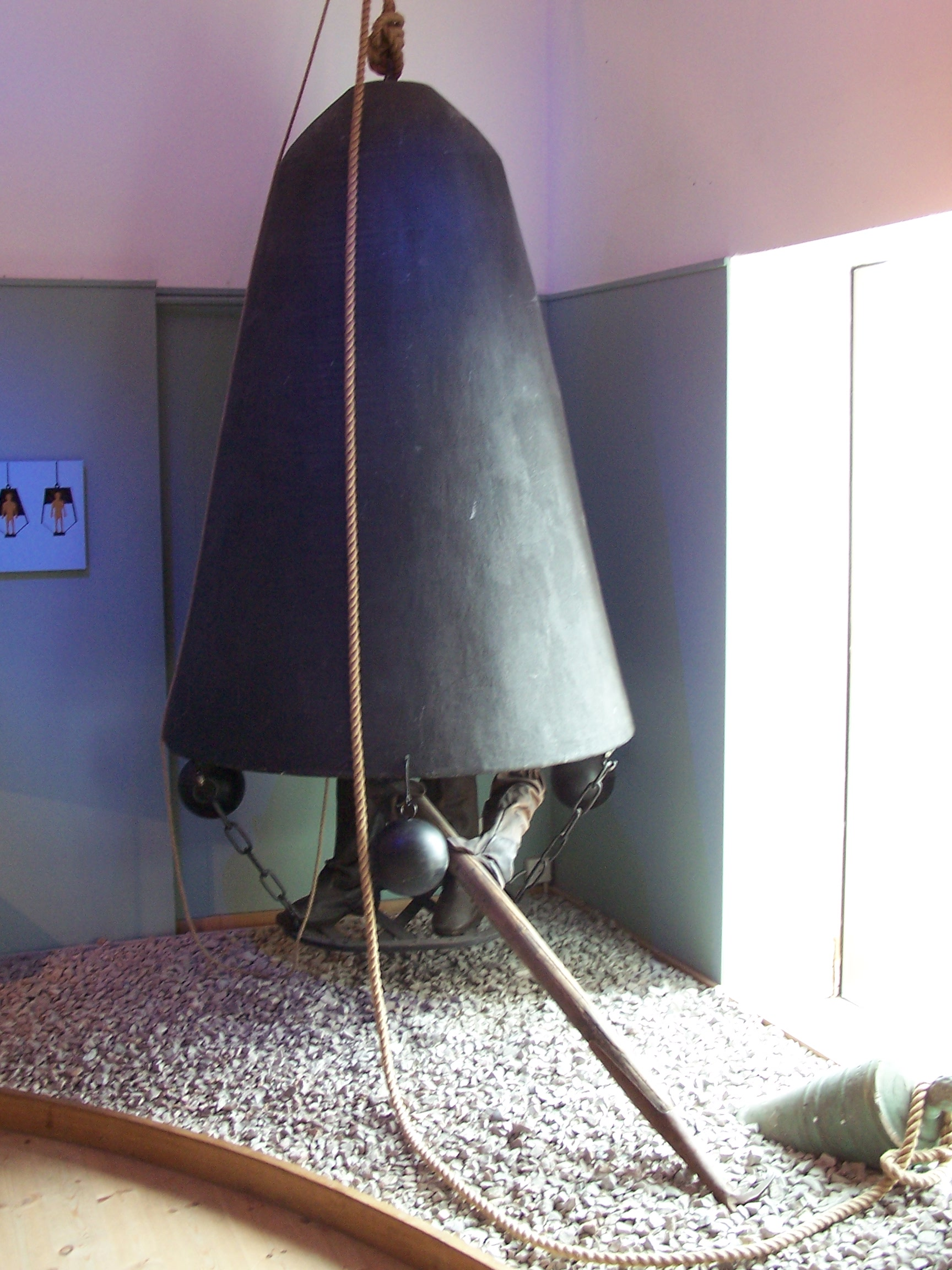
En rekonstruktion av en dykarklocka av samma typ som användes för att bärga kanoner från Vasa och Kronan i slutet av 1600-talet. Utställning på Marinmuseum i Karlskrona.

Kronan värderades till ungefär 326 000 daler silvermynt under samtiden och något mer än halva kostnaden, 166 000 daler, utgjordes av kanonerna. Redan i början av 1660-talet hade man tagit upp så gott som samtliga av kanonerna från Vasa och bärgningstekniken hade förbättrats. Kommendören Paul Rumpf och amiralen Hans Wachtmeister ansvarade för operationen. Med hjälp av specialbyggda dykarklockor tog man under åtta somrar 1679–1686 upp 60 kanoner till ett värde av 67 000 daler. På 1960-talet hade Bo Cassel provat att dyka vid Vasa med hjälp av en dykarklocka av liknande konstruktion som använts på 1600-talet. Sommaren 1986 återupprepade Bengt Grisell med egen konstruerad dykarklocka försöket på Kronan. Han fann att metoden var mycket kostnadseffektiv. Man kom fram till att arbetet krävde stor erfarenhet, skicklighet och gynnsamma väderförhållanden. Trots att förhållandena vid vrakplatsen ofta var svåra, med kalla vattentemperaturer och nyckfull väderlek, och krävde en stor arbetsstyrka var bärgningsoperationerna mycket lönsamma. Historikern Björn Axel Johansson har beräknat att de sammanlagda lönekostnaderna för samtliga dyksäsonger uppgick till mindre än 2000 daler, något som täcktes av bärgningen av bara en enda av de stora 36-pundiga kanonerna.

### Återupptäckt
Marinteknikern och amatörhistorikern Anders Franzén hade sedan 1950-talet ägnat sig åt att lokalisera äldre svenska vrak i Östersjön och blev känd när han 1956 lokaliserade Vasa som sjönk i Stockholm 1628. På en lista över kända vrak som Franzén sammanställt fanns även Kronan med. Under närmare 30 år genomförde han och andra undersökningar genom att undersöka samtida källor och att med olika metoder undersöka havsbottnen vid Ölands ostkust. Under 1950- och 1960-talen undersökte man först med draggningar utanför Hulterstad och senare med ekolod. 1971 hittades plankor som man trodde kunde tillhöra Kronan, men utan att man kunde följa upp fyndet ordentligt. Man lyckades senare under 1970-talet att begränsa sökområden med hjälp av en sidescan-sonar som sedan kunde bekräftas med hjälp av en magnetometer, ett instrument som känner av förekomsten av järn, lyckades man få utslag. Med hjälp av undervattenskameror kunde man i början av augusti 1980 se de första bilderna av vraket efter Kronan.

## Arkeologi
Resterna av Kronan ligger på 26 meters djup omkring sex km öst om byn Hulterstad på sydöstra Öland. Sedan upptäckten 1980 har man varje sommar dykt på vrakplatsen och hittills bärgat och registrerat över 30 000 fynd. Förutsättningarna för marinarkeologiskt arbete är ovanligt gynnsamma för Östersjön eftersom vraket ligger långt från land, utanför större farleder, och har inte råkat ut för nedsmutsning orsakat av landbaserade föroreningar eller vegetation. Sikten, särskilt på försommaren, är god och kan vara över 20 meter. Botten består av ljus i huvudsak steril sand som reflekterar solljuset från ytan och därmed underlättar kartläggning av platsen och dokumentering med videokameror. Runt 85 procent av vrakplatsen har hittills kartlagts och Kronan har blivit en av de största och mest omskrivna marinarkeologiska projekten i Östersjön.

### Fynd

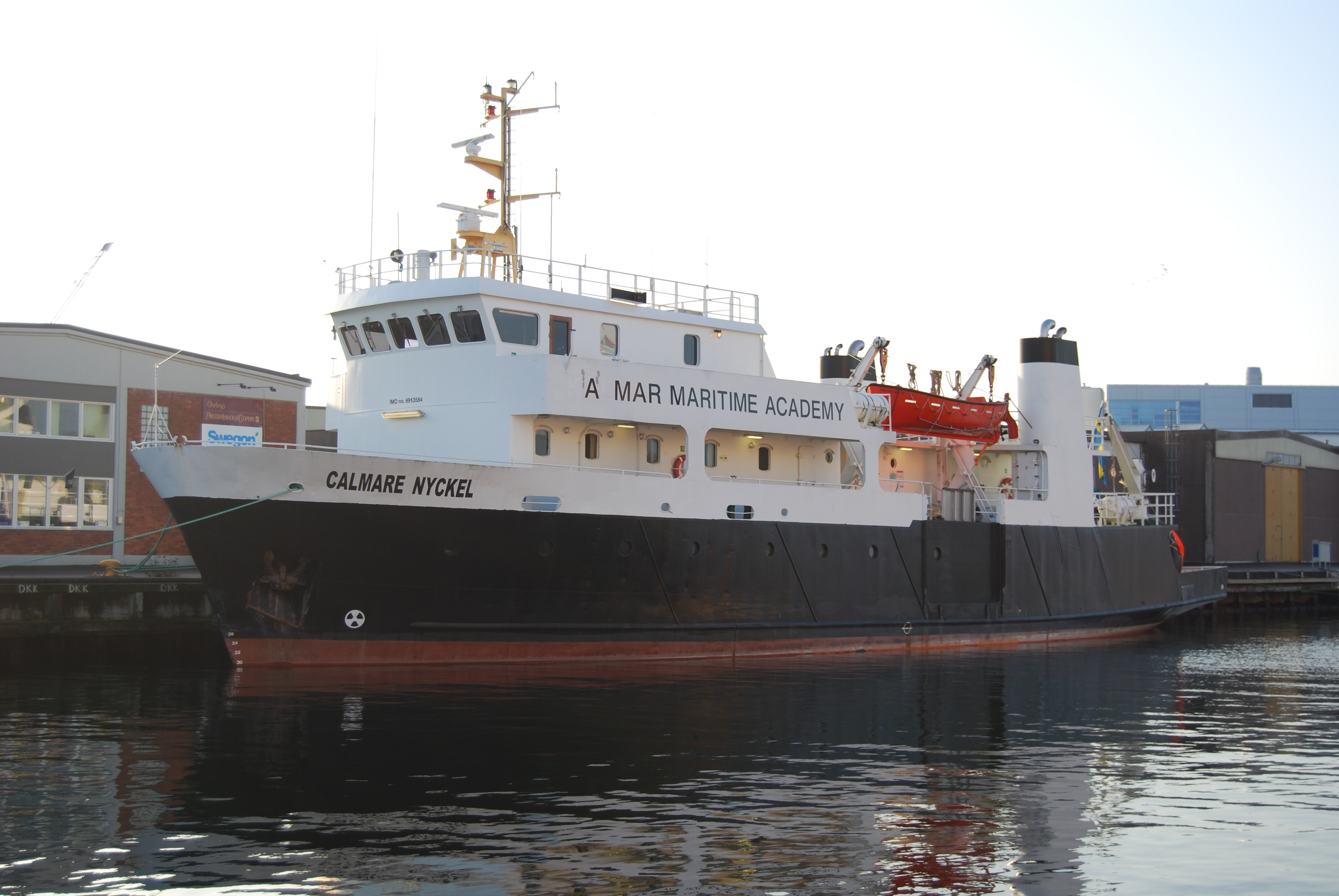
M/S Calmare Nyckel har använts som dykplattform vid utgrävningarna av Kronan sedan 1991 och är en av många fartyg som används av projektet.

Sedan upptäckten av Kronan 1980 har över 30 000 föremål bärgats och katalogiserats. Variationen har varit avsevärd med allt från bronskanoner på fyra ton till fragment av äggskal. Under utgrävningarna har man med jämna mellanrum hittat ett antal historiskt och arkeologiskt värdefulla och unika fynd. En av de första fynden var ett mindre kabinettskåp med nio lådor som innehöll navigeringsinstrument, pipverktyg, mynt, bestick och skrivdon, föremål som troligen tillhört någon av officerarna.
Eftersom Kronan var ett amiralsskepp fanns det stora mängder pengar ombord. Förutom löner till manskapet behövde man en krigskassa för oförutsedda utgifter. 1982 hittade man 255 präglade guldmynt, det största enskilda fyndet av guldmynt någonsin i Sverige, de flesta av dem dukater. Variationen i ursprungen är stort, med mynt från orter som Kairo, Reval (Tallinn) och Sevilla. Ytterligare 46 dukater hittades sommaren 2000. Myntsamlingen utgör troligen den största guldskatt som någonsin påträffats i Sverige. Eftersom det var för lite kontanter för att räcka till större utgifter har man antagit att de ingick i Lorentz Creutz personliga kassa. På resterna av trossdäcket hittade man 1989 över 900 silvermynt, vid den tiden den största svenska marina silversmyntsamlingen som dittills hittats. 2005 hittades en betydligt större silverskatt på nästan 6200 mynt och 2006 ytterligare en med cirka 7000 mynt. Silverskatten från 2005 består nästan helt och hållet av 4-öresmynt präglade 1675, totalt mer än 1 % av den totala produktionen av det årets 4-ören.
Ett antal musikinstrument har också hittats, däribland en trumpet, tre fioler och en viola da gamba, alla relativt dyra föremål som tillhört officerarna eller en av trumpetarna som troligen blivit utrustad med ett särskilt fint instrument tillverkat i Tyskland för att han tillhört amiralens "spel", musikensemble. Som ytterligare tecken på officerarnas närvaro på fartyget hittade man 1997 en flätad korg fylld med tobak och exklusiva matvaror och kryddor, bland annat ingefära, plommon, vindruvor och kanelstänger.
Ungefär 7 procent av fynden är textilier. Många av plaggen, särskilt de som tillhört officerarna, är välbevarade och har gett kunskap om hur man tillverkade plagg under sent 1600-tal, något man inte kan få reda på enbart genom avbildningar.